# Chengjiao, Zherong
Chengjiao (kinesiska: 城郊) är en socken i sydöstra Kina. Den ligger i Zherong härad i staden Ningde i provinsen Fujian, omkring 140 kilometer nordost om provinshuvudstaden Fuzhou.